# Do Matki Polki

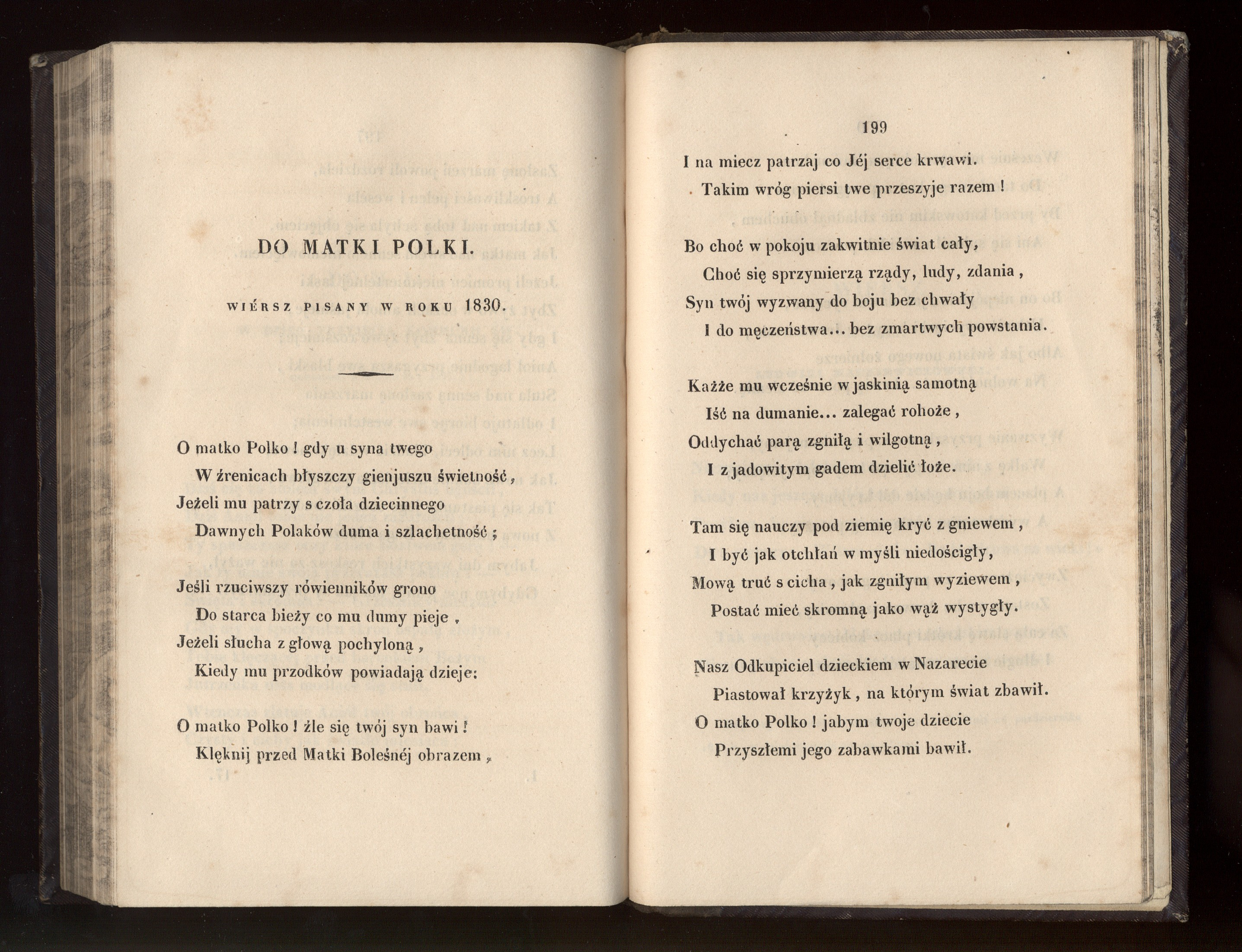
Fragment utworu

Do Matki Polki. Wiersz pisany w 1830 roku (inc.: O Matko Polko! gdy u syna twego W źrenicach błyszczy genijuszu świetność) – wiersz napisany przez Adama Mickiewicza w 1830, którego pierwodruk ukazał się w 1831 w piśmie „Goniec Krakowski”.

## Opis utworu
Utwór powstał w 1830 jeszcze przed wybuchem powstania listopadowego. Opublikowany został nielegalnie w 1833 przez oficynę lwowskiego Ossolineum.
Wiersz składa się z 11 zwrotek 4-wersowych. Skierowany jest do bohaterki lirycznej – matki, której podmiot liryczny zapowiada cierpienie związane z patrzeniem na męczeństwo własnego syna. Utwór ma pesymistyczny wydźwięk – nie zapowiada przyszłego zwycięstwa i nagrody za poświęcenie, lecz kreśli wizję klęski i śmierci, która jest udziałem bojowników o wolność ojczyzny.

## Nawiązania
Konstanty Gaszyński również napisał wiersz pt. Do Matki Polki, opublikowany w 1843, a będący w swej wymowie opozycyjnym wobec utworu Mickiewicza. Gaszyński przedstawiał w nim mniej pesymistyczną wizję walki rycerskiej. Z pesymistycznym przesłaniem tekstu Mickiewicza polemizował Cyprian Kamil Norwid w utworze Człowiek z 1857. W 1861 powstał nawiązujący do Mickiewicza wiersz Do matki Izraelki autorstwa Henryka Merzbacha. Nawiązania do tekstu Mickiewicza obecne są także w późniejszych utworach, takich jak m.in. Kolęda zła (1943) Tadeusza Borowskiego, Stabat Mater (1943) Józefa Wittlina czy Modlitwa Bogarodzicy (1944) Krzysztofa Kamila Baczyńskiego.